# Pignatelle
Pignatelle – bilonowa moneta francuska o wartości grosza, bita w czasach Henryka III przez micmistrza J. Pigantella.